# Sbarro Brescia
La Sbarro Brescia è un'autovettura sportiva realizzata dal designer Franco Sbarro nel 1985.

## Sviluppo
La vettura si presenta con un design che richiama le autovetture sportive scoperte dei primi anni '60. Il nome deriva dalla città di Brescia, importante tappa della Mille Miglia.

## Tecnica
La Brescia era dotata di una carrozzeria in fibra di vetro e di un propulsore BMW 6 cilindri dalla potenza di 171 cv derivato dalla BMW 325. Gestito da un cambio manuale a 5 rapporti, permette alla vettura di raggiungere la velocità massima di 220 km/h, con accelerazione da 0 a 100 km/h in 7 secondi. L'impianto frenante è costituito da quattro freni a disco.